# Fox Music
Fox Music fue el sello discográfico de la división musical de 20th Century Studios. Abarcaba empresas editoras y concesionarias de licencias de música enfocadas principalmente en bandas sonoras de series de televisión y películas. Su sede estaba ubicada en Century City, California.
Con Robert Kraft al mando como CEO de Fox, varias partituras y bandas sonoras de la cadena han sido reconocidos como discos de oro o de platino. Aquellas más destacadas corresponden a bandas sonoras de películas de 20th Century Fox y Fox Searchlight Pictures como Titanic, Waiting to Exhale, 28 Weeks Later, Moulin Rouge!, Garden State, Romeo + Juliet, The Full Monty, Hope Floats, Dr. Dolittle, Bulworth, Anastasia, Walk the Line, la primera película de Alvin y las ardillas, Once y Juno.
Fox Music también ha administrado la música de programas exitosos de 20th Century Fox Television, comoAlly McBeal y The X-Files, así como series animadas comoFamily Guy y The Simpsons. Desde 1994, las bandas sonoras de televisión de Fox Music han incluido los álbumes de platino mundial de "Ally McBeal" y "X-Files", además de recopilaciones de King of the Hill, Buffy the Vampire Slayer, Dark Angel, The Simpsons, Roswell y 24 .
Desde que Kraft se convirtió en director ejecutivo en 1994, Fox Music ha vendido a nivel mundial más de 60 millones de álbumes, incluyendo la producción de 3 discos de platino, 6 multiplatino y 6 de oro. Ha obtenido 10 nominaciones a los Premios de la Academia (ganando 4 de ellos), 14 nominaciones al Globo de Oro (ganando 4 premios), 58 nominaciones alpremio Emmy (con 11 victorias) y 46 de las mismas al Grammy al Grammy, con 12 victorias.
Fox Music solía utilizar compañías discográficas no afiliadas para la distribución. Por ejemplo, los álbumes del elenco de Glee fueron lanzados por Columbia Records.  Estas grabaciones se publicaron bajo el sello 20th Century Fox TV Records, que se introdujo en 2009 como una empresa conjunta de 20th Century Fox y Sony Music.
Luego de la compra y posterior fusión Disney-Fox en 2019, Fox Music pasó a ser parte de Disney Music Group, siendo distribuida por Universal Music Group, que está bajo el sello Hollywood Records de Disney Music Group. En 2020, y ya que Disney abandonó el uso de la marca "Fox", Fox Music se incorporó a Hollywood Records. Ahora, Fox Music solo se usa como un nombre legal para las etiquetas de bandas sonoras de 20th Century Studios, antes de la adquisición por parte de Disney.